# Shebelle
A Shebelle (szomáliul: Webi Shabeelle) folyó Északkelet-Afrikában, Etiópia és Szomália területén.

## Elnevezése
A folyó neve szomáli nyelven Wabi Shabeelle, ami leopárd- vagy tigrisfolyót jelent.

## Futása
A Shebelle forrását egy borókából álló liget veszi körül, mely az oromók és a szidamók számára is szent hely. A terület 1951-ig Arsi tartomány muszlim közösségének védelme alatt állt. A Bale-hegység után délkelet felé fordul, ám amint megközelíti a szomáliai fővárost, Mogadishut, élesen jobbra, délnyugat felé fordul. Utána időszakossá válik, vize általában elfogy, de az esős időszakokban eléri a Dzsubba folyót. Hossza egy 1960-as évekbeli mérés alapján 1130 km, esős időszakban 1820 km körülire tehető.

## Hasznosítása
A folyó felső szakaszán, a Bale-hegységben 1989-ben szovjet mérnökök segítségével felépült a Melka Wakena vízerőmű. Teljesítménye 153 megawatt, amivel Etiópia egyik legnagyobb vízerőműve.

## Mellékfolyói
1. Erer
2. Galetti
3. Wabe
4. Fafen (csak az esős évszakban)

## Árvizek

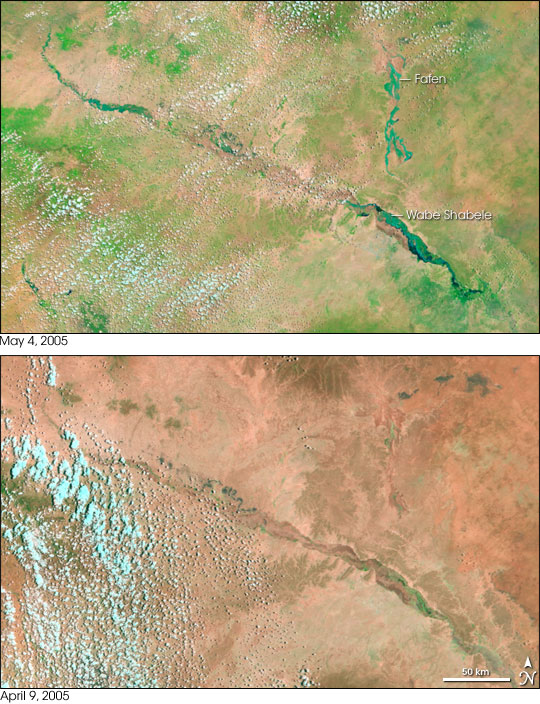
A Shebelle völgye a 2005-ös áradás előtt és alatt.

A Shebelle az 1960-as évekig minden évben kiáradt, de a hatvanas években csak két pusztító áradása volt, a hidigsayleynek nevezett 1965-ben, és a soogudud nevű 1966-ban. Ezeket követte a kabahay nevű áradás 1978-ban, majd a következő 1996-ban. 1999. október 23-ának éjszakáján is kiáradt a folyó, aminek következtében 34 ember és kb. 750 állat vesztette életét. 2003-ban 119 embert és 100 állatot mosott el a víz, 2005 áprilisában pedig 30.000 embert veszélyeztetett a folyó áradása.

## Városok a Shebelle mentén
Etiópia:
1. Gode
2. Kalafo
3. Mustahil

Szomália:
1. Beledweyne
2. Buulobarde
3. Jawhar
4. Afgooye

## Fordítás
- Ez a szócikk részben vagy egészben  a   Shebelle River című angol Wikipédia-szócikk fordításán alapul.  Az eredeti cikk szerkesztőit annak laptörténete sorolja fel. Ez a jelzés csupán a megfogalmazás eredetét és a szerzői jogokat jelzi, nem szolgál a cikkben szereplő információk forrásmegjelöléseként.